# Novîi Solotvîn, Berdîciv
Novîi Solotvîn (în ucraineană Новий Солотвин) este un sat în comuna Starîi Solotvîn din raionul Berdîciv, regiunea Jîtomîr, Ucraina.

## Demografie
Componența lingvistică a localității Novîi Solotvîn
     Ucraineană (100%)
Conform recensământului din 2001, toată populația localității Novîi Solotvîn era vorbitoare de ucraineană (100%).